# Gabriel Hanotaux
Albert Auguste Gabriel Hanotaux, conocido como Gabriel Hanotaux, (19 de noviembre de 1853 - 11 de abril de 1944) fue un hombre de estado e historiador francés.

## Biografía
Nació en Beaurevoir en el departamento de Aisne. Estudió historia en el École Nationale des Chartes, y se convirtió en maître de conférence (Lit. Maestro de conferencia) en el École pratique des hautes études. Su carrera política fue más como funcionario público que como miembro de algún partido político. En 1879 entró al Ministerio de Asuntos Exteriores como secretario, y escaló paso a paso hasta el servicio diplomático.
En 1886 fue elegido diputado de Aisne, pero al ser derrotado en 1889, regresó a su carrera diplomática, y el 31 de mayo de 1894 fue escogido por Charles Dupuy para servir como ministro de asuntos exteriores.
Excepto por una interrupción (durante el ministerio de Ribot, entre el 26 de enero al 2 de noviembre de 1895) ejerció como ministro hasta el 14 de junio de 1898. 
Fue Delegado de Francia en la Sociedad de Naciones, donde participó en las cuatro primeras asambleas generales. Fue el único que se opuso a admitir el esperanto como lengua de trabajo en la Sociedad de Naciones por considerar que ya existía una lengua franca, el francés.

## Obra
Como historiador publicó:
- Wikisource contiene obras originales de o sobre Gabriel Hanotaux.
- Les Villes retrouvées. 1881

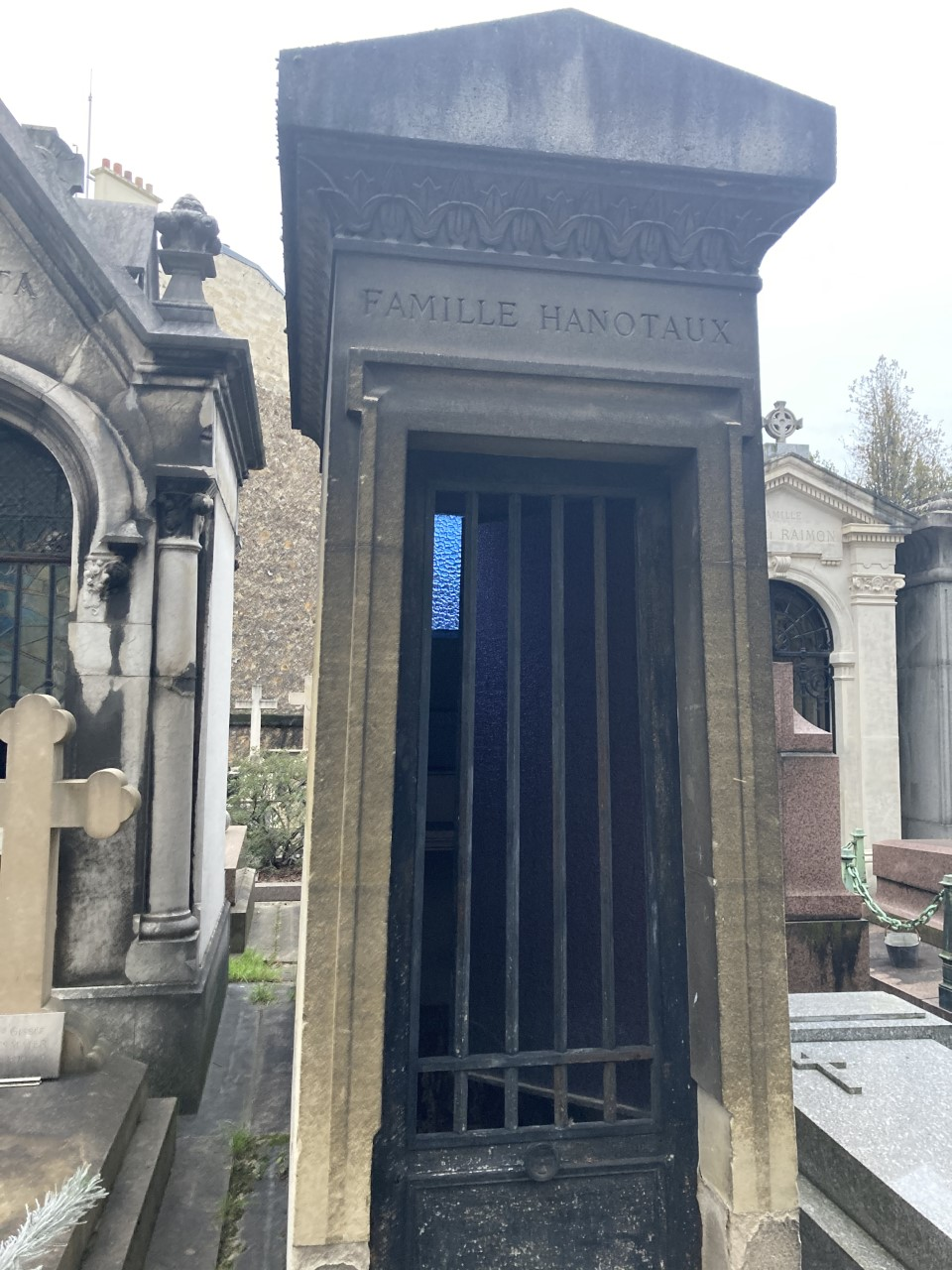
Tumba

- Origines de l'institution des intendants des provinces, d'après les documents inédits. 1884
- Henri Martin, sa vie, ses œuvres, son temps, 1810-1883. 1885
- Études historiques sur les XVIe et XVIIe siècles en France. 1886
- Recueil des instructions données aux ambassadeurs et ministres de France depuis les traités de Westphalie jusqu'à la Révolution française. 1888-1913
- Essai sur les libertés de l'Église gallicane depuis les origines jusqu'au règne de Louis XIV. 1888
- Note sur la famille maternelle de Jean de La Fontaine (les Pidoux du Poitou et de l'Île-de-France). 1889
- Paris en 1614. 1890
- Histoire du cardinal de Richelieu. 1893-1903
- Les Hommes de 1889. 1893
- L'Affaire de Madagascar. 1896
- Tableau de la France en 1614, la France et la royauté avant Richelieu. 1898
- La Seine et les quais, promenades d'un bibliophile, 1901
- Du Choix d'une carrière. 1902
- L'Énergie française. 1902
- Histoire de la France contemporaine, 1871-1900. 1903-1908
- La Paix latine. 1903
- La Jeunesse de Balzac. Balzac imprimeur 1825-1828, con Georges Vicaire Paris, A. Ferroud, 1903, 1ª ed. Librairie des Amateurs, A. Ferroud, F. Ferroud, 1921. La parte « Balzac imprimeur » muestra libros impresos por Balzac en su imprenta
- Le Partage de l'Afrique: Fachoda. 1909
- La Démocratie et le travail. 1910
- La Fleur des histoires françaises. 1911
- Jeanne d'Arc. 1911
- Une commémoration franco-américaine. Pour un grand français, Champlain. 1912
- Études diplomatiques. La politique de l'équilibre, 1907-1911. 1912
- Histoire de la nation française. 1913
- La France vivante. En Amérique du Nord. 1913
- Études diplomatiques. 2e série. La guerre des Balkans et l'Europe, 1912-1913. 1914
- Les Villes martyres. Les falaises de l'Aisne. 1915
- Pendant la grande guerre, I (août-décembre 1914): études diplomatiques et historiques. 1916
- L'Énigme de Charleroi. 1917
- L'Aisne pendant la Grande guerre. 1919
- Circuits des champs de bataille de France, histoire et itinéraires de la Grande guerre. 1919
- De l'histoire et des historiens. 1919
- Le Traité de Versailles du 28 juin 1919. L'Allemagne et l'Europe. 1919
- Joffre. Con el teniente coronel Fabry, 1921
- La Bataille de la Marne. 1922
- Georges Vicaire. 1853-1921. 1922
- Historia ilustrada de la guerra de 1914,  ilustraciones de Auguste Lepère - Texto integral. 1924
- Bibliophiles. 1924
- Le Général Mangin. 1925
- La Renaissance provençale. La Provence niçoise. 1928
- Histoire des colonies françaises et de l'expansion de la France dans le monde. 1929-1934
- Le Maréchal Foch ou l'homme de guerre. 1929
- Regards sur l'Égypte et la Palestine. 1929
- En Belgique par les pays dévastés. 1931
- Histoire de la nation égyptienne. 1931-1940
- L'Art religieux ancien dans le comté de Nice et en Provence. 1932
- À propos de l'histoire. Con Paul Valéry. 1933
- Mon temps. 1935-1947
- Pour l'Empire colonial français. 1935
- Raymond Poincaré. 1935

Es elegido  miembro de la Academia francesa el 1 de abril de 1897.